# Where Ya At
Where Ya At è un singolo del rapper statunitense Future, pubblicato il 18 luglio 2015 come quarto estratto dal terzo album in studio DS2.
Il brano vede la partecipazione del rapper canadese Drake.

## Tracce
1. Where Ya At - 3:27

## Classifiche
| Classifica (2015) | Posizione massima |
| ----------------- | ----------------- |
| Francia           | 188               |
| Stati Uniti       | 28                |